# Лелюковка
Лелюковка (укр. Лелюківка) — село, 
Гетмановский сельский совет,
Шевченковский район,
Харьковская область.
Код КОАТУУ — 6325784502. Население по переписи 2001 года составляет 41 (18/23 м/ж) человек.

## Географическое положение
Село Лелюковка находится на расстоянии в 3 км от реки Великий Бурлук (правый берег).
На расстоянии в 1 км расположено село Бугаевка, в 2-х км — село Журавка.

## История
- 1922 — дата основания.